# Вимблдон 2010.
Вимблдон 2010 се играо на отвореним теренима на трави у Вимблдону, у Лондону, у Уједињеном Краљевству од понедјељка, 21. јуна до недјеље, 4. јула 2010. Била је то 124. едиција Вимблдона, и трећи Гренд слем турнир у 2010.

## Битни догађаји

### Меч Изнер — Маи
Меч првог кола између Џона Изнера и Николе Маија је најдужи меч у историји тениса. Трајао је 11 сати и пет минута, а одиграна су 183 гема. Изнер је побиједио, 6–4, 3–6, 67–7, 7–63, 70–68.

### Краљица Елизабета II у посјети Вимблдону
Краљица Елизабета II је посјетила Вимблдон у четвртак, 24. јуна. То је била њена прва посјета турниру након 1977. године. Она је поздравила браниоце титуле Роџера Федерера и Серену Вилијамс; вишеструке освајаче турнира: Мартину Навратилову, Били Џин Кинг и Винус Вилијамс; групу врхунских тенисера: Каролину Возњацки, Јелену Јанковић, Новака Ђоковића и Ендија Родика; као и четири тенисерке из Британије: Хедер Вотсон, Јелену Балтачу, Ен Киотавонг и Лору Робсон. Након тога је ручала са групом бивших и активних тенисера. Завршила је посјету гледајући меч Ендија Марија и Јарка Нијеминена из ложе на Централном терену.

### Рекорди
- Меч Новака Ђоковића и Оливјеа Рокуса је био меч који се најкасније завршио на Вимблдону, у 22:58. Ђоковић је побиједио 4–6, 6–2, 3–6, 6–4, 6–2.[8]
- Тејлор Дент је поставио нови рекорд у брзини сервиса, 238 km/h.[9]

## Појединачна конкуренција
Мушкарци појединачно
| Побједник                | Побједник              | Финалиста               | Финалиста               |
| ------------------------ | ---------------------- | ----------------------- | ----------------------- |
| Рафаел Надал (2)         | Рафаел Надал (2)       | Томаш Бердих (12)       | Томаш Бердих (12)       |
| Поражени у полуфиналу    |                        |                         |                         |
| Новак Ђоковић            | Новак Ђоковић          | Енди Мари               | Енди Мари               |
| Поражени у четвртфиналу  |                        |                         |                         |
| Роџер Федерер (1)        | Лу Јенсјун             | Жо-Вилфрид Цонга (10)   | Робин Седерлинг (6)     |
| Поражени у осмини финала |                        |                         |                         |
| Јирген Мелцер (16)       | Данијел Брандс         | Лејтон Хјуит (15)       | Енди Родик (5)          |
| Жилијен бенету (32)      | Сем Квери (18)         | Давид Ферер (9)         | Пол-Анри Матју          |
| Поражени у трећем колу   |                        |                         |                         |
| Арно Клеман              | Фелисијано Лопез (22)  | Денис Истомин           | Виктор Ханеску (31)     |
| Алберт Монтањес (28)     | Гаел Монфис (21)       | Флоријан Мајер          | Филип Колшрајбер (29)   |
| Фабио Фоњини             | Тобијас Камке (Q)      | Ксавијер Малис          | Жил Симон (26)          |
| Томас Белучи (25)        | Жереми Шарди           | Тијемо де Бакер         | Филип Печнер (33)       |
| Поражени у другом колу   |                        |                         |                         |
| Илија Бозољац (Q)        | Питер Лучак            | Ричардас Беранкис       | Виктор Троицки          |
| Бенјамин Бекер           | Рајнер Шитлер          | Марсел Илхан (Q)        | Николај Давиденко (7)   |
| Тејлор Дент (Q)          | Брендан Иванс (Q)      | Карол Бек               | Јевгениј Королев        |
| Мардо Фиш                | Михал Пжишежњи         | Тејмураз Габашвили (WC) | Мишел Лодра             |
| Мајкл Расел              | Андреас Бек            | Андреас Сепи            | Александар Долгополов   |
| Јулијан Рајстер (LL)     | Иван Додиг (Q)         | Илија Марченко          | Јарко Нијеминен         |
| Марсел Гранољерс         | Мартин Фишер (Q)       | Лукаш Лацко             | Флорент Сера            |
| Миахил Јужњи (13)        | Џон Изнер (23)         | Лукаш Кубот             | Робин Хасе              |
| Поражени у првом колу    |                        |                         |                         |
| Алехандро Фаља           | Николас Масу           | Јанко Типсаревић        | Томи Робредо (30)       |
| Џеси Левин (LL)          | Карстен Бол (Q)        | Игор Куницин            | Дастин Браун            |
| Андреј Голубев           | Рајан Свитинг (LL)     | Дмитриј Турсунов        | Станислас Вавринка (22) |
| Андреј Кузњецов (WC)     | Маркос Данијел         | Игор Андрејев           | Кевин Андерсон          |
| Оливјер Рокус            | Хуан Игнасио Чела      | Џеси Хута Галунг (Q)    | Паоло Лоренци           |
| Леонардо Мајер           | Сантијаго Вентура (LL) | Едуардо Скванк          | Максимо Гонзалес        |
| Марин Чилић (11)         | Бернард Томић (Q)      | Орасио Зебаљос          | Иван Љубичић (17)       |
| Потити Стараће           | Рамон Делгадо (LL)     | Џеси Витен (Q)          | Рајив Рам               |
| Фернандо Вердаско (8)    | Пере Риба              | Џејми Бејкер (WC)       | Кристоф Влиеген         |
| Николас Алмагро (19)     | Гиљермо-Гарсија Лопез  | марко Кјудинели         | Роберт Кендрик (Q)      |
| Хуан Карлос Фереро (14)  | Рик де Воест (Q)       | Оскар Ернандез          | Сергиј Стаховски        |
| Гиљермо Алкајде (Q)      | Михаел Берер           | Штефан Коубек (LL)      | Јан Хајек               |
| Роби Ђинепри             | Фредереко Жил          | Го Соеда (LL)           | Рикардо Мељо            |
| Маркос Багдатис (24)     | Данијел Ђимено-Травер  | Симон Греул             | Николас кифер (WC)      |
| Дуди Села                | Марк Жикел             | Сантијаго Ђиралдо       | Никола Маи              |
| Стефан Роберт            | Блаж Кавчич            | Џејмс Блејк             | Кеи Нишикори            |

Жене појединачно
| Побједница                   | Побједница                 | Финалисткиња             | Финалисткиња               |
| ---------------------------- | -------------------------- | ------------------------ | -------------------------- |
| Серена Вилијамс (1)          | Серена Вилијамс (1)        | Вера Звонарјова (21)     | Вера Звонарјова (21)       |
| Поражене у полуфиналу        |                            |                          |                            |
| Петра Квитова                | Петра Квитова              | Цветана Пиронкова        | Цветана Пиронкова          |
| Поражене у четвртфиналу      |                            |                          |                            |
| Ли На (9)                    | Каја Канепи (Q)            | Ким Клајстерс (8)        | Винус Вилијамс (2)         |
| Поражене у осмини финала     |                            |                          |                            |
| Марија Шарапова (16)         | Агњешка Радвањска (7)      | Каролина Возњацки (3)    | Клара Закопалова           |
| Жистин Енен (17)             | Јелена Јанковић (4)        | Марион Бартоли (11)      | Јармила Грот               |
| Поражене у трећем колу       |                            |                          |                            |
| Доминика Цибулкова           | Барбора Захлавова-Стрицова | Анастасија Родионова     | Сара Ерани (32)            |
| Анастасија Пављученкова (29) | Викторија Азаренка (14)    | Флавија Пенета (10)      | Александра Дулгеру (31)    |
| Марија Кириленко (27)        | Нађа Петрова (12)          | Јанина Викмајер (15)     | Аљона Бондаренко (28)      |
| Регина Куликова              | Грета Арн (Q)              | Ангелика Кербер          | Алиса Клејбанова (26)      |
| Поражене у другом колу       |                            |                          |                            |
| Ана Чакветадзе               | Ајуми Морита               | Данијела Хантухова (24)  | Јоана Ралука Олару         |
| Куруми Нара (Q)              | Светлана Кузњецова (19)    | Аранча Пара Сантонха     | Алберта Бријанти           |
| Каи-чен Чанг                 | Роберта Винчи              | Ђе Џенг (23)             | Бојана Јовановски          |
| Моника Никулеску             | Араван Резај (18)          | Ромина Опранди           | Едина Галовиц              |
| Каролина Шпрем               | Шенај Пери (Q)             | Кристина Бароа           | Џан Јунгжан                |
| Кирстен Флипкенс             | Андреја Хлавачкова         | Варвара Лепченко         | Александра Вознијак        |
| Вера Душевина                | Јарослава Шведова (30)     | Алиша Молик              | Петра Мартић               |
| Шахар Пер (13)               | Мелани Уден (33)           | Ала Кудријавцева         | Јекатарина Макарова        |
| Поражене у првом колу        |                            |                          |                            |
| Микајла Ларшер де Брито      | Андреа Петковић            | Тамарин Танасугарн       | Луција Шафарова (25)       |
| Вања Кинг                    | Јелена Веснина             | Ализе Корне              | Анастасија Пивоварова      |
| Шанел Пиперс (WC)            | Маријана Дуке Марињо       | Ен Кеотавонг             | Акгул Аманмурадова         |
| Жули Коин                    | Олга Говорцова             | Џил Крејбас              | Мелинда Цинк               |
| Татјана Гарбин               | Аранча Рус                 | Сибила бамер             | Ивета Бенешова             |
| Полин Пармантје              | Сорана Крстеа              | Кејси Делаква (PR)       | Мирјана Лучић (Q)          |
| Анабел Медина Григес         | Жизела Дулко               | Ивон Меусбургер          | Магдалена Рибарикова       |
| Кимико Дате Крум             | Хедер Вотсон (WC)          | Тимеа Бачински           | Саманта Стосур (6)         |
| Марија Елена Камерин         | Бетани Матек Сандс (Q)     | Анастасија Јакимова (Q)  | Штефани Вогел              |
| Анастасија Севастова         | Марија Корицева            | Пати Шнидер              | Татјана Малек              |
| Алисон Риск (WC)             | Стефани Дубоа (LL)         | Нопанва Лерчивакарн (WC) | Нурија Љагостера Вивес (Q) |
| Кети О'Брајен                | Луција Храдецка            | Елени Данилидоу (Q)      | Лора Робсон (WC)           |
| Франческа Скјавоне (5)       | Ана Лапушенкова            | Мелани Саут (WC)         | Полона Херцог              |
| Катарина Бондаренко (34)     | Зузана Кучова              | Јелена Балтача           | Јулија Гергес              |
| Ана Ивановић                 | Сања Мирза                 | Рената Ворачова          | Ана-Лена Гронефелд         |
| Сандра Захлавова             | Софија Арвидсон            | Агњеш Савај              | Росана де лос Риос         |

## Резиме свих дана

### 1. дан (21. јун)
- Поражени носиоци:
  - Мушкарци појединачно:  Марин Чилић,  Иван Љубичић,  Томи Робредо,  Станислас Вавринка
  - Жене појединачно:  Франческа Скјавоне,  Катарина Бондаренко
- Распоред мечева Архивирано на веб-сајту  (10. јул 2009) (језик: енглески)

| Мечеви на главним теренима      | Мечеви на главним теренима  | Мечеви на главним теренима  | Мечеви на главним теренима    |
| Мечеви на Централном терену     | Мечеви на Централном терену | Мечеви на Централном терену | Мечеви на Централном терену   |
| Коло                            | Побједник                   | Поражени                    | Резултат                      |
| ------------------------------- | --------------------------- | --------------------------- | ----------------------------- |
| Мушкарци појединачно, прво коло | Роџер Федерер               | Алехандро Фаља              | 5–7, 4–6, 6–4, 7–6(1), 6–0    |
| Жене појединачно, прво коло     | Јелена Јанковић [4]         | Лора Робсон [WC]            | 6–3, 7–6(5)                   |
| Мушкарци појединачно, прво коло | Новак Ђоковић [3]           | Оливјер Рокус               | 4–6, 6–2, 3–6, 6–4, 6–2       |
| Мечеви на терену број 1         |                             |                             |                               |
| Коло                            | Побједник                   | Поражени                    | Резултат                      |
| Мушкарци појединачно, прво коло | Николај Давиденко [7]       | Кевин Андерсон              | 3–6, 6–7(3), 7–6(3), 7–5, 9–7 |
| Мушкарци појединачно, прво коло | Енди Родик [5]              | Рајев Рам                   | 6–3, 6–2, 6–2                 |
| Жене појединачно, прво коло     | Винус Вилијамс [2]          | Росана де лос Риос          | 6–3, 6–2                      |
| Мечеви на терену број 2         |                             |                             |                               |
| Коло                            | Побједник                   | Поражени                    | Резултат                      |
| Жене појединачно, прво коло     | Ким Клајстерс [8]           | Марија Елена Камерин        | 6–0, 6–3                      |
| Мушкарци појединачно, прво коло | Марди Фиш                   | Бернард Томић               | 6–3, 7–6(8), 6–2              |
| Жене појединачно, прво коло     | Вера Душевина               | Франческа Скјавоне [5]      | 6–7(0), 7–5, 6–1              |
| Мушкарци појединачно, прво коло | Лејтон Хјуит [15]           | Максимо Гонзалез            | 5–7, 6–0, 6–2, 6–2            |

### 2. дан (22. јун)
- Поражени носиоци:
  - Мушкарци појединачно:  Фернандо Вердаско,  Хуан Карлос Фереро,  Николас Алмагро,  Маркос Багдатис
  - Жене појединачно:  Саманта Стосур,  Луција Шафарова
- Распоред мечева Архивирано на веб-сајту  (10. јул 2009) (језик: енглески)

| Мечеви на главним теренима      | Мечеви на главним теренима          | Мечеви на главним теренима          | Мечеви на главним теренима    |
| Мечеви на Централном терену     | Мечеви на Централном терену         | Мечеви на Централном терену         | Мечеви на Централном терену   |
| Коло                            | Побједник                           | Поражени                            | Резултат                      |
| ------------------------------- | ----------------------------------- | ----------------------------------- | ----------------------------- |
| Жене појединачно, прво коло     | Серена Вилијамс                     | Микајла Ларшер де Брито             | 6–0, 6–4                      |
| Мушкарци појединачно, прво коло | Рафаел Надал [2]                    | Кеи Нишикори                        | 6–2, 6–4, 6–4                 |
| Мушкарци појединачно, прво коло | Робин Седерлинг [6]                 | Роби Ђинепри                        | 6–2, 6–2, 6–3                 |
| Жене појединачно, прво коло     | Викторија Азаренка [14]             | Мирјана Лучић [Q]                   | 6–3, 6–3                      |
| Мечеви на терену број 1         |                                     |                                     |                               |
| Коло                            | Побједник                           | Поражени                            | Резултат                      |
| Мушкарци појединачно, прво коло | Жо-Вилфрид Цонга [10]               | Роберт Кендрик [Q]                  | 7–6(2), 7–6(6), 3–6, 6–4      |
| Мушкарци појединачно, прво коло | Енди Мари [4]                       | Јан Хајек                           | 7–5, 6–1, 6–2                 |
| Жене појединачно, прво коло     | Каролина Возњацки [3]               | Татјана Гарбин                      | 6–1, 6–1                      |
| Жене појединачно, прво коло     | Данијела Хантухова [24] и Вања Кинг | Данијела Хантухова [24] и Вања Кинг |                               |
| Мечеви на терену број 2         |                                     |                                     |                               |
| Коло                            | Побједник                           | Поражени                            | Резултат                      |
| Жене појединачно, прво коло     | Светлана Кузњецова [19]             | Акгул Аманмурадова                  | 6–2, 6(5)–7, 6–4              |
| Мушкарци појединачно, прво коло | Давид Ферер [9]                     | Николас Кифер [WC]                  | 6–4, 6–2, 6–3                 |
| Мушкарци појединачно, прво коло | Марија Шарапова [16]                | Анастасија Пивоварова [LL]          | 6–1, 6–0                      |
| Мушкарци појединачно, прво коло | Ксавијер Малис                      | Хуан Карлос Фереро [14]             | 6–2, 6–7(6), 7–6(5), 4–6, 6–1 |

### 3. дан (23. јун)
- Поражени носиоци:
  - Мушкарци појединачно:  Николај Давиденко
  - Жене појединачно:  Мелани Уден,  Јарослава Шведова,  Шахар Пер
  - Мушки парови:  Лукаш Кубот /  Оливер Марах
- Распоред мечева Архивирано на веб-сајту  (10. јул 2009) (језик: енглески)

| Мечеви на главним теренима       | Мечеви на главним теренима                                                | Мечеви на главним теренима                                                | Мечеви на главним теренима                                  |
| Мечеви на Централном терену      | Мечеви на Централном терену                                               | Мечеви на Централном терену                                               | Мечеви на Централном терену                                 |
| Коло                             | Побједник                                                                 | Поражени                                                                  | Резултат                                                    |
| -------------------------------- | ------------------------------------------------------------------------- | ------------------------------------------------------------------------- | ----------------------------------------------------------- |
| Мушкарци појединачно, друго коло | Енди Родик [5]                                                            | Микаел Љодра                                                              | 4–6, 6–4, 6–1, 7–6(2)                                       |
| Жене појединачно, друго коло     | Винус Вилијамс [2]                                                        | Јекатарина Макарова                                                       | 6–0, 6–4                                                    |
| Мушкарци појединачно, друго коло | Новак Ђоковић [3]                                                         | Тејлор Дент                                                               | 7–6(5), 6–1, 6–4                                            |
| Женски парови, прво коло         | Сара Борвел / Ракел Копс Зоунс и Лизел Хубер [5] / Бетани Матек Сандс [5] | Сара Борвел / Ракел Копс Зоунс и Лизел Хубер [5] / Бетани Матек Сандс [5] | 7-6(1), 3-6 (прекинуто)                                     |
| Мечеви на терену број 1          |                                                                           |                                                                           |                                                             |
| Коло                             | Побједник                                                                 | Поражени                                                                  | Резултат                                                    |
| Жене појединачно, друго коло     | Ким Клајстерс [8]                                                         | Каролина Шпрем                                                            | 6–3, 6–2                                                    |
| Мушкарци појединачно, друго коло | Лејтон Хјуит [15]                                                         | Јевгениј Королев                                                          | 6–4, 6–4, 3–0, предаја                                      |
| Мушкарци појединачно, друго коло | Роџер Федерер [1]                                                         | Илија Бозољац [Q]                                                         | 6–3, (4)6–7, 6–4, 7–6(5)                                    |
| Мушкарци појединачно, прво коло  | Јулија Гергес Агњеш Савај                                                 | Наоми Кадавеј [WC] Ана Смит [WC]                                          | 4-6, 6-4, 6-1                                               |
| Мечеви на терену број 2          |                                                                           |                                                                           |                                                             |
| Коло                             | Побједник                                                                 | Поражени                                                                  | Резултат                                                    |
| Жене појединачно, друго коло     | Жистин Енен [17]                                                          | Кристина Бароа                                                            | 6–3, 7–5                                                    |
| Мушкарци појединачно, друго коло | Гаел Монфис [21]                                                          | Карол Бек                                                                 | 6–4, 6–4, 6–7(4), 6–4                                       |
| Мушкарци појединачно, друго коло | Томаш Бердих [12]                                                         | Бенјамин Бекер                                                            | 7–5, 6–3, 6–4                                               |
| Жене појединачно, друго коло     | Јелена Јанковић [4]                                                       | Александра Вознијак                                                       | 4–6, 6–2, 6–4                                               |
| Битни мачеви на другим теренима  |                                                                           |                                                                           |                                                             |
| Меч на терену 18                 |                                                                           |                                                                           |                                                             |
| Мушкарци појединачно, прво коло  | Никола Маи и Џон Изнер [23]                                               | Никола Маи и Џон Изнер [23]                                               | 4-6, 6-3, 7-6(7), 6-7(3), 59-59 (меч прекинут по други пут) |

### 4. дан (24. јун)
- Поражени носиоци:
  - Жене појединачно:  Данијела Хантухова,  Араван Резај,  Светлана Кузњецова,  Ђе Џенг
  - Мушки парови:  Марди Фиш /  Марк Ноулс
  - Женски парови:  Џан Јунгжан /  Ђе Џенг,  Алицја Росолска /  Јан Зи
- Распоред мечева Архивирано на веб-сајту  (11. јул 2009) (језик: енглески)

| Мечеви на главним теренима       | Мечеви на главним теренима    | Мечеви на главним теренима           | Мечеви на главним теренима      |
| Мечеви на Централном терену      | Мечеви на Централном терену   | Мечеви на Централном терену          | Мечеви на Централном терену     |
| Коло                             | Побједник                     | Поражени                             | Резултат                        |
| -------------------------------- | ----------------------------- | ------------------------------------ | ------------------------------- |
| Мушкарци појединачно, друго коло | Енди Мари [4]                 | Јарко Нијеминен                      | 6–4, 6–3, 6–2                   |
| Жене појединачно, друго коло     | Каролина Возњацки [3]         | Каи-чен Чанг                         | 6–4, 6–3                        |
| Мушкарци појединачно, друго коло | Рафаел Надал [2]              | Робин Хасе                           | 5–7, 6–2, 3–6, 6–0, 6–3         |
| Женски парови, прво коло         | Јелена Балтача Олга Савчук    | Регина Куликова Анастасија Севастова | 6–3, 6–3                        |
| Мечеви на терену број 1          |                               |                                      |                                 |
| Коло                             | Побједник                     | Поражени                             | Резултат                        |
| Жене појединачно, друго коло     | Марија Шарапова [16]          | Јоана Ралука Олару                   | 6–1, 6–4                        |
| Мушкарци појединачно, друго коло | Робин Седерлинг [6]           | Марсел Гранољерс                     | 7–5, 6–1, 6–4                   |
| Мушкарци појединачно, друго коло | Сем Квери [18]                | Иван Додиг                           | 6–2, 5–7, 6–3, 7–6(10)          |
| Женски парови, прво коло         | Женг Шуаи [Q] Каја Канепи [Q] | Сали Пирс [WC] Лора Робсон [WC]      | 6–2, 6–4                        |
| Мечеви на терену број 2          |                               |                                      |                                 |
| Коло                             | Побједник                     | Поражени                             | Резултат                        |
| Мушкарци појединачно, друго коло | Жо-Вилфрид Цонга [10]         | Александар Долгополов                | 6–4, 6–4, 6–7(5), 5–7, 10–8     |
| Мушкарци појединачно, друго коло | Давид Ферер [9]               | Флорент Сера                         | 6–4, 7–5, (6)6–7, 6–3           |
| Жене појединачно, друго коло     | Серена Вилијамс [1]           | Ана Чакветадзе                       | 6–0, 6–1                        |
| Битни мечеви на осталим теренима |                               |                                      |                                 |
| Меч на терену 18                 |                               |                                      |                                 |
| Мушкарци појединачно, прво коло  | Џон Изнер [23]                | Никола Маи                           | 6-4, 3-6, 6-7(7), 7-6(3), 70-68 |

### 5. дан (25. јун)
- Поражени носиоци:
  - Мушкарци појединачно:  Виктор Ханеску,  Џон Изнер,  Фелисијано Лопез,  Алберт Монтањес,  Михаил Јужњи,  Гаел Монфис,  Филип Колшрајбер
  - Жене појединачно:  Нађа Петрова,  Јанина Викмајер,  Марија Кириленко,  Алиса Клејбанова,  Аљона Бондаренко
  - Мушки парови:  Франтишек Чермак /  Михал Мертинак,  Лукаш Длоухи /  Леандер Паес
  - Женски парови:  Марија Кириленко /  Агњешка Радвањска
- Распоред мечева Архивирано на веб-сајту  (10. јул 2009) (језик: енглески)

| Мечеви на главним теренима       | Мечеви на главним теренима             | Мечеви на главним теренима       | Мечеви на главним теренима  |
| Мечеви на Централном терену      | Мечеви на Централном терену            | Мечеви на Централном терену      | Мечеви на Централном терену |
| Коло                             | Побједник                              | Поражени                         | Резултат                    |
| -------------------------------- | -------------------------------------- | -------------------------------- | --------------------------- |
| Жене појединачно, треће коло     | Жистин Енен [17]                       | Нађа Петрова [12]                | 6–1, 6–4                    |
| Мушкарци појединачно, треће коло | Лејтон Хјуит [15]                      | Гаел Монфис [21]                 | 6–3, 7–6(9), 6–4            |
| Мушкарци појединачно, треће коло | Роџер Федерер [1]                      | Арно Клеман                      | 6–2, 6–4, 6–2               |
| Мјешовити парови, прво коло      | Андре Са Вера Звонарјова               | Џејми Мари [WC] Лора Робсон [WC] | 6-3, 6-3                    |
| Мечеви на терену број 1          |                                        |                                  |                             |
| Коло                             | Побједник                              | Поражени                         | Резултат                    |
| Мушкарци појединачно, треће коло | Новак Ђоковић [3]                      | Алберт Монтањес [28]             | 6–1, 6–4, 6–4               |
| Жене појединачно, треће коло     | Винус Вилијамс [2]                     | Алиса Клејбанова [26]            | 6–4, 6–2                    |
| Мушкарци појединачно, треће коло | Енди Родик [5]                         | Филип Колшрајбер [29]            | 7–5, (5)6–7, 6–3, 6–3       |
| Мечеви на терену број 2          |                                        |                                  |                             |
| Коло                             | Побједник                              | Поражени                         | Резултат                    |
| Жене појединачно, треће коло     | Ким Клајстерс [8]                      | Марија Кириленко [27]            | 6–3, 6–3                    |
| Жене појединачно, треће коло     | Јелена Јанковић [4]                    | Аљона Бондаренко [28]            | 6–0, 6–3                    |
| Мушкарци појединачно, треће коло | Јирген Мелцер [16]                     | Фелисијано Лопез [22]            | 4–6, 6–3, 6–2, 6–4          |
| Женски парови, друго коло        | Серена Вилијамс [1] Винус Вилијамс [1] | Тимеа Бачински Татјана Гарбин    | 6–1, 7–6(2)                 |

### 6. дан (26. јун)
- Поражени носиоци:
  - Мушкарци појединачно:  Томас Белучи,  Филип Печнер,  Жил Симон
  - Жене појединачно:  Флавија Пенета,  Анастасија Пављученкова,  Викторија Азаренка,  Сара Ерани,  Александра Дулгеру
  - Мушки парови:  Данијел Нестор /  Ненад Зимоњић,  Марсело Мело /  Бруно Соарез,  Маријуш Фирстенберг /  Марцин Матковски
  - Женски парови:  Џуанг Ђажунг /  Олга Говорцова,  Моника Никулеску /  Шахар Пер,  Вера Душевина /  Јекатарина Макарова
  - Мјешовити парови:  Оливер Марах /  Нурија Љагостера Вивес,  Махеш Бупати /  Лизел Хубер,  Роберт Линдстедт /  Јекатарина Макарова
- Распоред мечева Архивирано на веб-сајту  (10. јул 2009) (језик: енглески)

| Мечеви на главним теренима       | Мечеви на главним теренима                                                       | Мечеви на главним теренима                                                       | Мечеви на главним теренима      |
| Мечеви на Централном терену      | Мечеви на Централном терену                                                      | Мечеви на Централном терену                                                      | Мечеви на Централном терену     |
| Коло                             | Побједник                                                                        | Поражени                                                                         | Резултат                        |
| -------------------------------- | -------------------------------------------------------------------------------- | -------------------------------------------------------------------------------- | ------------------------------- |
| Жене појединачно, треће коло     | Серена Вилијамс [1]                                                              | Доминика Цибулкова                                                               | 6–0, 7–5                        |
| Мушкарци појединачно, треће коло | Рафаел Надал [2]                                                                 | Филип Печнер [33]                                                                | 6–4, 4–6, 6–7(5), 6–2, 6–3      |
| Мушкарци појединачно, треће коло | Енди Мари [4]                                                                    | Жил Симон [26]                                                                   | 6–1, 6–4, 6–4                   |
| Мечеви на терену број 1          |                                                                                  |                                                                                  |                                 |
| Коло                             | Побједник                                                                        | Поражени                                                                         | Резултат                        |
| Мушкарци појединачно, треће коло | Робин Седерлинг [6]                                                              | Томас Белучи [25]                                                                | 6–4, 6–2, 7–5                   |
| Жене појединачно, треће коло     | Марија Шарапова [16]                                                             | Барбора Захлавова-Стрицова                                                       | 7–5, 6–3                        |
| Мушкарци појединачно, треће коло | Сем Квери [18]                                                                   | Ксавијер Малис                                                                   | 6–7(4), 6–4, 6–2, 5–7, 9–7      |
| Мечеви на терену број 2          |                                                                                  |                                                                                  |                                 |
| Коло                             | Побједник                                                                        | Поражени                                                                         | Резултат                        |
| Жене појединачно, треће коло     | Агњешка Радвањска [7]                                                            | Сара Ерани [32]                                                                  | 6–3, 6–1                        |
| Жене појединачно, треће коло     | Каролина Возњацки [3]                                                            | Анастасија Пављученкова [29]                                                     | 7–5, 6–4                        |
| Мушкарци појединачно, треће коло | Жо-Вилфрид Цонга [10]                                                            | Тобијас Камке [Q]                                                                | 6–1, 6–4, 7–6(1)                |
| Женски парови, треће коло        | Серена Вилијамс [1] Винус Вилијамс [1]                                           | Доминика Цибулкова Анастасија Пављученкова                                       | 6–1, 6–2                        |
| Мјешовити парови, друго коло     | Марцин Матковски [16] / Татјана Гарбин [16] и Џонатан Марај [WC] / Ана Смит [WC] | Марцин Матковски [16] / Татјана Гарбин [16] и Џонатан Марај [WC] / Ана Смит [WC] | 6–7(6), 7–6(3), 3–3 (прекинуто) |

### Прва недјеља (27. јуна)
Прва недјеља је традиционално на Вимблдону дан за одмарање, те се не играју мечеви.

### 7. дан (28. јун)
- Поражени носиоци:
  - Мушкарци појединачно:  Енди Родик,  Давид Ферер,  Лејтон Хјуит,  Јирген Мелцер,  Сем Квери,  Жилијен Бенету
  - Жене појединачно:  Каролина Возњацки,  Јелена Јанковић,  Агњешка Радвањска,  Марион Бартоли,  Марија Шарапова,  Жистин Енен
  - Мјешовити парови: Марцин Матковски /  Татјана Гарбин
- Распоред мечева Архивирано на веб-сајту  (10. јул 2009) (језик: енглески)

| Мечеви на главним теренима          | Мечеви на главним теренима           | Мечеви на главним теренима                | Мечеви на главним теренима       |
| Мечеви на Централном терену         | Мечеви на Централном терену          | Мечеви на Централном терену               | Мечеви на Централном терену      |
| Коло                                | Побједник                            | Поражени                                  | Резултат                         |
| ----------------------------------- | ------------------------------------ | ----------------------------------------- | -------------------------------- |
| Мушкарци појединачно, осмина финала | Роџер Федерер [1]                    | Јирген Мелцер [16]                        | 6–3, 6–2, 6–3                    |
| Жене појединачно, осмина финала     | Серена Вилијамс [1]                  | Марија Шарапова [16]                      | 7–6(9), 6–4                      |
| Мушкарци појединачно, осмина финала | Енди Мари [4]                        | Сем Квери [18]                            | 7–5, 6–3, 6–4                    |
| Мјешовити парови, друго коло        | Ненад Зимоњић [1] Саманта Стосур [1] | Колин Флеминг [WC] Сара Борвел [WC]       | 6–1, 6–4                         |
| Мечеви на терену број 1             |                                      |                                           |                                  |
| Коло                                | Побједник                            | Поражени                                  | Резултат                         |
| Жене појединачно, осмина финала     | Ким Клајстерс [8]                    | Жистин Енен [17]                          | 2–6, 6–2, 6–3                    |
| Мушкарци појединачно, осмина финала | Новак Ђоковић [3]                    | Лејтон Хјуит [15]                         | 7–5, 6–4, 3–6, 6–4               |
| Мушкарци појединачно, осмина финала | Рафаел Надал [2]                     | Пол-Анри Матју                            | 6–4, 6–2, 6–2                    |
| Мечеви на терену број 2             |                                      |                                           |                                  |
| Коло                                | Побједник                            | Поражени                                  | Резултат                         |
| Жене појединачно, осмина финала     | Винус Вилијамс [2]                   | Јармила Грот                              | 6–4, 7–6(5)                      |
| Жене појединачно, осмина финала     | Петра Квитова                        | Каролина Возњацки [3]                     | 6–2, 6–0                         |
| Мушкарци појединачно, осмина финала | Лу Јенсјун                           | Енди Родик [5]                            | 4–6, 7–6(3), 7–6(4), 6–7(5), 9–7 |
| Мјешовити парови, друго коло        | Џонатан Марај [WC] Ана Смит [WC]     | Марћин Матковски [16] Татјана Гарбин [16] | 7–6(6), 6–7(3), 6–4              |

### 8. дан (29. јун)
- Поражени носиоци:
  - Жене појединачно:  Винус Вилијамс,  Ким Клајстерс,  Ли На
  - Женски парови:  Ивета Бенешова /  Барбора Захлавова-Стрицова
  - Мушки парови:  Марсел Гранољерс /  Томи Робредо,  Жилијен Бенету /  Микаел Љодра
  - Мјешовити парови:  Данијел Нестор /  Бетани Матек Сандс
- Распоред мечева Архивирано на веб-сајту  (10. јул 2009) (језик: енглески)

| Мечеви на главним теренима     | Мечеви на главним теренима       | Мечеви на главним теренима     | Мечеви на главним теренима  |
| Мечеви на Централном терену    | Мечеви на Централном терену      | Мечеви на Централном терену    | Мечеви на Централном терену |
| Коло                           | Побједник                        | Поражени                       | Резултат                    |
| ------------------------------ | -------------------------------- | ------------------------------ | --------------------------- |
| Жене појединачно, четвртфинале | Вера Звонарјова [21]             | Ким Клајстерс [8]              | 3–6, 6–4, 6–2               |
| Жене појединачно, четвртфинале | Серена Вилијамс [1]              | Ли На [9]                      | 7–5, 6–3                    |
| Мушки парови, треће коло       | Боб Брајан Мајк Брајан           | Карстен Бол Крис Гучоне        | 6–4, 6–4, 7–6(5)            |
| Женски парови са позивницом    | Мартина Навратилова Јана Новотна | Кончита Мартинез Натали Тозија | 7–5, 6–1                    |
| Мечеви на терену број 1        |                                  |                                |                             |
| Коло                           | Побједник                        | Поражени                       | Резултат                    |
| Жене појединачно, четвртфинале | Цветана Пиронкова                | Винус Вилијамс [2]             | 6–2, 6–3                    |
| Жене појединачно, четвртфинале | Петра Квитова                    | Каја Канепи [Q]                | 4–6, 7–6(8), 8–6            |
| Мушки парови, четвртфинале     | Роберт Линдстет Орија Текау      | Марсел Гранољерс Томи Робредо  | 7–6(5), 6–2, 2–6, 6–4       |

### 9. дан (30. јун)
- Поражени носиоци:
  - Мушкарци појединачно:  Роџер Федерер,  Робин Седерлинг,  Жо-Вилфрид Цонга
  - Женски парови:  Серена Вилијамс /  Винус Вилијамс,  Квета Пешке /  Катарина Среботник,  Лиса Рејмонд /  Рене Стабс
  - Мушки парови:  Боб Брајан /  Мајк Брајан
  - Мјешовити парови:  Ненад Зимоњић /  Саманта Стосур,  Марк Ноулс /  Катарина Среботник,  Маријуш Фирстенберг /  Јан Зи
- Распоред мечева Архивирано на веб-сајту  (10. јул 2009) (језик: енглески)

| Мечеви на главним теренима         | Мечеви на главним теренима             | Мечеви на главним теренима      | Мечеви на главним теренима  |
| Мечеви на Централном терену        | Мечеви на Централном терену            | Мечеви на Централном терену     | Мечеви на Централном терену |
| Коло                               | Побједник                              | Поражени                        | Резултат                    |
| ---------------------------------- | -------------------------------------- | ------------------------------- | --------------------------- |
| Мушкарци појединачно, четвртфинале | Томаш Бердих [12]                      | Роџер Федерер [1]               | 6–4, 3–6, 6–1, 6–4          |
| Мушкарци појединачно, четвртфинале | Енди Мари [4]                          | Жо-Вилфрид Цонга [10]           | 6–7(5), 7–6(3), 6–2, 6–2    |
| Женски парови, четвртфинале        | Лизел Хубер [5] Бетани Матек Сандс [5] | Лиса Рејмонд [7] Рене Стабс [7] | 6–4, 6–3                    |
| Мечеви на терену број 1            |                                        |                                 |                             |
| Коло                               | Побједник                              | Поражени                        | Резултат                    |
| Мушкарци појединачно, четвртфинале | Новак Ђоковић [3]                      | Лу Јенсјун                      | 6–3, 6–2, 6–2               |
| Мушкарци појединачно, четвртфинале | Рафаел Надал [2]                       | Робин Седерлинг [6]             | 3–6, 6–3, 7–6(4), 6–1       |
| Женски парови, четвртфинале        | Жизела Дулко [4] Флавија Пенета [4]    | Јулија Гергес Агњеш Савај       | 6–2, 6–2                    |

### 10. дан (1. јул)
- Поражени носиоци:
  - Мушки парови:  Весли Муди /  Дик Норман
  - Мјешовити парови:  Пол Хенли /  Чан Јунг-јан
- Распоред мечева Архивирано на веб-сајту  (10. јул 2009) (језик: енглески)

| Мечеви на главним теренима     | Мечеви на главним теренима            | Мечеви на главним теренима       | Мечеви на главним теренима  |
| Мечеви на Централном терену    | Мечеви на Централном терену           | Мечеви на Централном терену      | Мечеви на Централном терену |
| Коло                           | Побједник                             | Поражени                         | Резултат                    |
| ------------------------------ | ------------------------------------- | -------------------------------- | --------------------------- |
| Жене појединачно, полуфинале   | Вера Звонарева [22]                   | Цветана Пиронкова                | 3–6, 6–3, 6–2               |
| Жене појединачно, полуфинале   | Серена Вилијамс [1]                   | Петра Квитова                    | 7–6(5), 6–2                 |
| Мушки парови, полуфинале       | Роберт Линдстед [16] Орија Текау [16] | Хуан Игнасио Чела Едуардо Скванк | 6–4, 7–5, 6–2               |
| Мечеви на терену број 1        |                                       |                                  |                             |
| Коло                           | Побједник                             | Поражени                         | Резултат                    |
| Мушки парови, полуфинале       | Јирген Мелцер Филип Печнер            | Весли Муди [7] Дик Норман [7]    | 7–6(3), 6–3, 3–6, 5–7, 6–3  |
| Мјешовити парови, четвртфинале | Марсело Мело [10] Рене Стабс [10]     | Ксавијер Малис Ким Клајстерс     | 7–6(3), 7–6(3)              |
| Мјешовити парови, четвртфинале | Весли Муди [11] Лиса Рејмонд [11]     | Јулијан Ноулс Јарослава Шведова  | 7–6(8), 3–6, 6–2            |

### 11. дан (2. јул)
- Поражени носиоци:
  - Мушкарци појединачно:  Новак Ђоковић,  Енди Мари
  - Женски парови:  Жизела Дулко /  Флавија Пенета,  Лизел Хубер /  Бетани Матек Сандс
  - Мјешовити парови:  Лукаш Длоухи /  Ивета Бенешова, Марсело Мело [10] /  Рене Стабс

Распоред мечева
| Мечеви на главним теренима       | Мечеви на главним теренима        | Мечеви на главним теренима             | Мечеви на главним теренима  |
| Мечеви на Централном терену      | Мечеви на Централном терену       | Мечеви на Централном терену            | Мечеви на Централном терену |
| Коло                             | Побједник                         | Поражени                               | Резултат                    |
| -------------------------------- | --------------------------------- | -------------------------------------- | --------------------------- |
| Мушкарци појединачно, полуфинале | Томаш Бердих [12]                 | Новак Ђоковић [3]                      | 6–3, 7–6(9), 6–3            |
| Мушкарци појединачно, полуфинале | Рафаел Надал [2]                  | Енди Мари [4]                          | 6–4, 7–6(6), 6–4            |
| Мечеви на терену број 1          |                                   |                                        |                             |
| Коло                             | Побједник                         | Поражени                               | Резултат                    |
| Женски парови, полуфинале        | Јелена Веснина Вера Звонарјова    | Жизела Дулко [4] Флавија Пенета [4]    | 6–3, 6–1                    |
| Женски парови, полуфинале        | Вања Кинг Јарослава Шведова       | Лизел Хубер [5] Бетани Матек Сандс [5] | 6–4, 6–4                    |
| Мјешовити парови, полуфинале     | Леандер Паес [2] Кара Блек [2]    | Лукаш Длоухи [9] Ивета Бенешова [9]    | 6–3, 6–3                    |
| Мјешовити парови, полуфинале     | Весли Муди [11] Лиса Рејмонд [11] | Марсело Мело [10] Рене Стабс [10]      | 6–4, 6–4                    |

### 12. дан (3. јул)
- Поражени носиоци:
  - Жене појединачно:  Вера Звонарјова
  - Мушки парови:  Роберт Линдстед /  Орија Текау
- Распоред мечева Архивирано на веб-сајту  (10. јул 2009) (језик: енглески)

| Мечеви на Централном терену | Мечеви на Централном терену | Мечеви на Централном терену           | Мечеви на Централном терену |
| Коло                        | Побједник                   | Поражени                              | Резултат                    |
| --------------------------- | --------------------------- | ------------------------------------- | --------------------------- |
| Жене појединачно, финале    | Серена Вилијамс [1]         | Вера Звонарјова [21]                  | 6–3, 6–2                    |
| Мушки парови, финале        | Јирген Мелцер Филип Печнер  | Роберт Линдстет [16] Орија Текау [16] | 6–1, 7–5, 7–5               |
| Женски парови, финале       | Вања Кинг Јарослава Шведова | Јелена Веснина Вера Звонарјова        | 7–6(6), 6–2                 |

### 13. дан (4. јул)
- Поражени носиоци:
  - Мушкарци појединачно:  Томаш Бердих
  - Мјешовити парови:  Весли Муди /  Лиса Рејмонд
- Распоред мечева Архивирано на веб-сајту  (10. јул 2009)

| Мечеви на главним теренима   | Мечеви на главним теренима     | Мечеви на главним теренима        | Мечеви на главним теренима  |
| Мечеви на Централном терену  | Мечеви на Централном терену    | Мечеви на Централном терену       | Мечеви на Централном терену |
| Коло                         | Побједник                      | Поражени                          | Резултат                    |
| ---------------------------- | ------------------------------ | --------------------------------- | --------------------------- |
| Мушкарци појединачно, финале | Рафаел Надал [2]               | Томаш Бердих [12]                 | 6–3, 7–5, 6–4               |
| Мјешовити парови, финале     | Леандер Паес [2] Кара Блек [2] | Весли Муди [11] Лиса Рејмонд [11] | 6–4, 7–6(5)                 |

## Побједници

### Мушкарци појединачно
Рафаел Надал је побиједио  Томаша Бердиха, 6–3, 7–5, 6–4.
- То је била Надалова пета титула у сезони и 41. у каријери. Била је то његова осма гренд слем титула, а друга на Вимблдону.

### Жене појединачно
Серена Вилијамс је побиједила  Веру Звонарјову, 6–3, 6–2.
- Ово је била друга титула уа Вилијамсову у сезони, а 37. у њеној каријери. То је била њена четврта титула на Вилмблдону, а 13. гренд слем титула.

### Мушки парови
Јирген Мелцер и  Филип Печнер су побиједили  Роберта Линдстета и  Хорију Текауа, 6–1, 7–5, 7–5.
- То је била прва гренд слем титула у каријери и за Мелцера и за Печнера.

### Женски парови
Вања Кинг и  Јарослава Шведова су побиједиле  Јелену Веснину и  Веру Звонарјову, 7–6(6), 6–2.

### Мјешовити парови
Леандер Паес и  Кара Блек су побиједили  Веслија Мудија и  Лису Рејмонд, 6–4, 7–6(5).

## Носиоци
Носиоци и битни тенисери који су се повукли са турнира.

### Мушкарци појединачно
Формула по којој се одређују носиоци: 
- Поени на АТП листи недјељу дана прије Вимблдона
- додаје се 100% поена од турнира на трави у току претходних 12 мјесеци
- додаје се 75% поена од најбољег резултата на трави у току 12 мјесеци прије тога

| Н  | Ранг | Тенисер               | Поени прије турнира | Брани поена | Освојио поена | Нови поени | Успјех                                       |
| -- | ---- | --------------------- | ------------------- | ----------- | ------------- | ---------- | -------------------------------------------- |
| 1  | 2    | Роџер Федерер         | 8525                | 2000        | 360           | 6885       | Четвртфинале, изгубио од Томаша Бердиха      |
| 2  | 1    | Рафаел Надал          | 8745                | 0           | 2000          | 10745      | Побједник, савладао Томаша Бердиха у финалу  |
| 3  | 3    | Новак Ђоковић         | 6545                | 360         | 720           | 6905       | Полуфинале, изгубио од Томаша Бердиха        |
| 4  | 4    | Енди Мари             | 5155                | 720         | 720           | 5155       | Полуфинале, изгубио од Рафаела Надала        |
| 5  | 7    | Енди Родик            | 4510                | 1200        | 180           | 3490       | Осмина финала, изгубио од Јена-Суна Луа      |
| 6  | 6    | Робин Седерлинг       | 4755                | 180         | 360           | 4935       | Четвртфинале, изгубио од Рафаела Надала      |
| 7  | 5    | Николај Давиденко     | 4785                | 90          | 45            | 4740       | 2. коло, изгубио од Данијела Брендса         |
| 8  | 9    | Фернандо Вердаско     | 3645                | 180         | 10            | 3475       | 1. коло, изгубио од Фабија Фоњинија          |
| 9  | 11   | Давид Ферер           | 3010                | 90          | 180           | 3100       | Осмина финала, изгубио од Робина Седерлинга  |
| 10 | 10   | Жо-Вилфрид Цонга      | 3185                | 90          | 360           | 3455       | Четвртфинале, изгубио од Ендија Марија       |
| 11 | 12   | Марин Чилић           | 2945                | 90          | 10            | 2865       | 1. коло, изгубио од Флоријана Мајера         |
| 12 | 13   | Томаш Бердих          | 2825                | 180         | 1200          | 3845       | Фналиста, изгубио од Рафаела Надала          |
| 13 | 14   | Михаил Јужњи          | 2665                | 10          | 45            | 2700       | 2. коло, изгубио од Пола Анрија Матјуа       |
| 14 | 17   | Хуан Карлос Фереро    | 2095                | 360         | 10            | 1745       | 1. коло, изгубио од Ксавијера Малиса         |
| 15 | 26   | Лејтон Хјуит          | 1565                | 360         | 180           | 1385       | Осмина финала, изгубио од Новака Ђоковића    |
| 16 | 16   | Јирген Мелцер         | 2125                | 90          | 180           | 2215       | Осмина финала, изгубио од Роџера Федерера    |
| 17 | 15   | Иван Љубичић          | 2190                | 0           | 10            | 2200       | 1. коло, изгубио од Михала Пшишежњег         |
| 18 | 21   | Сем Квери             | 1755                | 45          | 180           | 1890       | Осмина финала, изгубио од Ендија Марија      |
| 19 | 18   | Николас Алмагро       | 1960                | 90          | 10            | 1880       | 1. коло, изгубио од Андреаса Сепија          |
| 20 | 23   | Станислас Вавринка    | 1690                | 180         | 10            | 1520       | 1. коло, изгубио од Дениса Истомина          |
| 21 | 20   | Гаел Монфис           | 1905                | 0           | 90            | 1995       | 3. коло, изгубио од Лејтона Хјуита           |
| 22 | 30   | Фелисијано Лопез      | 1455                | 10          | 90            | 1535       | 3. коло, изгубио од Јиргена Мелцера          |
| 23 | 19   | Џон Изнер             | 1925                | 0(45)       | 45            | 2015       | 2. коло, изгубио од Тијема де Бакера         |
| 24 | 27   | Маркос Багдатис       | 1545                | 0           | 10            | 1555       | 1. коло, изгубио од Лукаша Лацка             |
| 25 | 24   | Томас Белучи          | 1652                | 0(20)       | 90            | 1762       | 3. коло, изгубио од Робина Седерлинга        |
| 26 | 32   | Жил Симон             | 1305                | 180         | 90            | 1215       | 3. коло, изгубио од Ендија Марија            |
| 28 | 31   | Алберт Монтањес       | 1405                | 90          | 90            | 1405       | 3. коло, изгубио од Новака Ђоковића          |
| 29 | 35   | Филип Колшрајбер      | 1230                | 90          | 90            | 1230       | 3. коло, изгубио од Ендија Родика            |
| 30 | 36   | Томи Робредо          | 1155                | 90          | 10            | 1075       | 1. коло, изгубио од Питера Лучака            |
| 31 | 37   | Виктор Ханеску        | 1070                | 45          | 90            | 1115       | 3. коло, изгубио од Данијела Брендса         |
| 32 | 38   | Жилијен Бенету        | 1059                | 10          | 180           | 1229       | Осмина финала, изгубио од Жоа-Вилфрида Цонге |
| 33 | 38   | Филип Печнер          | 1055                | 90          | 90            | 1055       | 3. коло, изгубио од Рафаела Надала           |
| –  | 8    | Хуан Мартин дел Потро | 4395                | 45          | 0             | 4350       | Повукао се због повреде десног ручног зглоба |
| –  | 22   | Фернандо Гонзалес     | 1710                | 180         | 0             | 1530       | Повукао се због повреде кољена               |
| –  | 25   | Радек Штјепанек       | 1645                | 180         | 0             | 1465       | Повукао се због повреде кољена               |
| 27 | 29   | Ернест Гулбис         | 1459                | 45          | 0             | 1414       | Повукао се због повреде мишића десног бедра  |
| –  | 28   | Хуан Монако           | 1475                | 10          | 0             | 1465       | Повукао се због повреде ручног зглоба        |
| –  | 33   | Иво Карловић          | 1285                | 360         | 0             | 925        | Повукао се због повреде стопала              |
| –  | 34   | Томи Хас              | 1230                | 720         | 0             | 510        | Повукао се због операције десног кука        |

### Жене појединачно
Носиоци се код жена одређују према ВТА листи, осим гдје је, по мишљењу Комитета, потребно промијенити редослијед ради добијања избалансираног жреба.
| Н  | Ранг | Тенисерка                   | Поени прије турнира | Брани поена | Освојила поена | Нови поени | Успјех                                                   |
| -- | ---- | --------------------------- | ------------------- | ----------- | -------------- | ---------- | -------------------------------------------------------- |
| 1  | 1    | Серена Вилијамс             | 8475                | 2000        | 2000           | 8475       | Побједница, савладала Веру Звонарјову у финалу           |
| 2  | 2    | Винус Вилијамс              | 6506                | 1400        | 500            | 5606       | Четвртфинале, изгубила од Цветане Пиронкове              |
| 3  | 3    | Каролина Возњацки           | 5630                | 280         | 280            | 5630       | Осмина финала, изгубила од Петре Квитове                 |
| 4  | 4    | Јелена Јанковић             | 5780                | 160         | 280            | 5900       | Осмина финала, изгубила од Вере Звонарјове               |
| 5  | 6    | Франческа Скјавоне          | 4920                | 500         | 5              | 4425       | 1. коло, изгубила од Вере Душевине                       |
| 6  | 7    | Саманта Стосур              | 5045                | 160         | 5              | 4890       | 1. коло, изгубила од Каје Канепи                         |
| 7  | 8    | Агњешка Радвањска           | 3950                | 500         | 280            | 3730       | Осмина финала, изгубила од Ли На                         |
| 8  | 9    | Ким Клајстерс               | 4010                | 0           | 500            | 4510       | Четвртфинале, изгубила од Вере Звонарјове                |
| 9  | 10   | Ли На                       | 3416                | 160         | 500            | 3756       | Четвртфинале, изгубила од Серене Вилијамс                |
| 10 | 11   | Флавија Пенета              | 3450                | 160         | 160            | 3450       | 3. коло, изгубила од Кларе Закопалове                    |
| 11 | 12   | Марион Бартоли              | 3246                | 160         | 280            | 3366       | Осмина финала, изгубила од Цветане Пиронкове             |
| 12 | 13   | Нађа Петрова                | 3195                | 280         | 160            | 3075       | 3. коло, изгубила од Жистин Енен                         |
| 13 | 14   | Шахар Пер                   | 3175                | 100         | 100            | 3175       | 2. коло, изгубила од Ангелике Кербер                     |
| 14 | 15   | Викторија Азаренка          | 3430                | 500         | 160            | 3090       | 3. коло, изгубила од Петре Квитове                       |
| 15 | 16   | Јанина Викмајер             | 2980                | 5           | 160            | 3135       | 3. коло, изгубила од Вере Звонарјове                     |
| 16 | 17   | Марија Шарапова             | 3080                | 100         | 180            | 3260       | Осмина финала, изгубила од Серене Вилијамс               |
| 17 | 18   | Жистин Енен                 | 3135                | 0           | 280            | 3415       | Осмина финала, изгубила од Ким Клајстерс                 |
| 18 | 19   | Араван Резај                | 2825                | 100         | 100            | 2825       | 2. коло, изгубила од Кларе Закопалове                    |
| 19 | 20   | Светлана Кузњецова          | 2940                | 160         | 100            | 2880       | 2. коло, изгубила од Анастасије Родионове                |
| 21 | 22   | Вера Звонарјова             | 2725                | 160         | 1400           | 3965       |                                                          |
| 23 | 24   | Ђе Џенг                     | 2296                | 100         | 100            | 2296       | 2. коло, изгубила од Петре Квитове                       |
| 24 | 25   | Данијела Хантухова          | 2285                | 280         | 100            | 2105       | 2. коло, изгубила од Барборе Захлавове Стрицове          |
| 25 | 26   | Луција Шафарова             | 2075                | 5           | 5              | 2075       | 1. коло, изгубила од Доминике Цибулкове                  |
| 26 | 27   | Алиса Клејбанова            | 2010                | 100         | 160            | 2070       | 3. коло, изгубила од Винус Вилијамс                      |
| 27 | 28   | Марија Кириленко            | 1985                | 100         | 160            | 2045       | 3. коло, изгубила од Ким Клајстерс                       |
| 28 | 29   | Аљона Бондаренко            | 1855                | 5           | 160            | 2010       | 3. коло, изгубила од Јелене Јанковић                     |
| 29 | 30   | Анастасија Пављученкова     | 1850                | 100         | 160            | 1910       | 3. коло, изгубила од Каролине Возњацки                   |
| 30 | 31   | Јарослава Шведова           | 1860                | 100         | 100            | 1860       | 2. коло, изгубила од Регине Куликове                     |
| 31 | 32   | Александра Дулгеру          | 1855                | 0(30)       | 160            | 1945       | 3. коло, изгубила од Каје Канепи                         |
| 32 | 33   | Сара Ерани                  | 1660                | 100         | 160            | 1720       | 3. коло, изгубила од Агњешке Радвањске                   |
| 33 | 34   | Мелани Уден                 | 1513                | 280         | 100            | 1333       | 2. коло, изгубила од Јармиле Грот                        |
| 34 | 35   | Катарина Бондаренко         | 1481                | 100         | 5              | 1386       | 1. коло, изгубила од Грете Арн                           |
| –  | 5    | Јелена Дементјева           | 5570                | 900         | 0              | 4670       | Повукла се због повреде лијевог троглавог гњатног мишића |
| 20 | 21   | Динара Сафина               | 2632                | 900         | 0              | 1732       | Повукла се због повреде леђа                             |
| 22 | 23   | Марија Хосе Мартинез Санчез | 2540                | 5           | 0              | 2535       | Повукла се због повреде кољена                           |

## Асеви
|     | Мушкарци         | Асеви |
| --- | ---------------- | ----- |
| 1.  | Џон Изнер        | 113   |
| 2.  | Томаш Бердих     | 111   |
| 3.  | Енди Родик       | 104   |
| 4.  | Никола Маи       | 103   |
| 5.  | Жо-Вилфрид Цонга | 99    |
| 6.  | Енди Мари        | 89    |
| 7.  | Данијел Брендс   | 83    |
| 8.  | Тијемо де Бакер  | 80    |
| 9.  | Робин Седерлинг  | 79    |
| 10. | Лу Јенсјун       | 77    |
| 11. | Сем Квери        | 75    |
| 12. | Гаел Монфис      | 69    |
| 12. | Жилијен Бенету   | 69    |
| 12. | Роџер Федерер    | 69    |
| 15. | Жереми Шарди     | 68    |
| 16. | Давид Ферер      | 61    |
| 17. | Виктор Ханеску   | 60    |
| 18. | Новак Ђоковић    | 59    |
| 19. | Илија Бозољац    | 58    |
| 20. | Фелисијано Лопез | 57    |

|     | Жене                    | Асеви |
| --- | ----------------------- | ----- |
| 1.  | Серена Вилијамс         | 89    |
| 2.  | Винус Вилијамс          | 30    |
| 3.  | Каја Канепи             | 29    |
| 4.  | Вера Звонарјова         | 27    |
| 5.  | Јармила Грот            | 26    |
| 5.  | Цветана Пиронкова       | 26    |
| 7.  | Петра Квитова           | 25    |
| 8.  | Грета Арн               | 19    |
| 9.  | Нађа Петрова            | 18    |
| 10. | Жистин Енен             | 17    |
| 10. | Марион Бартоли          | 17    |
| 12. | Агул Аманмурадова       | 16    |
| 12. | Алиша Молик             | 16    |
| 14. | Јанина Викмајер         | 15    |
| 14. | Клара Закопалова        | 15    |
| 14. | Аранча Пара Сантонха    | 15    |
| 17  | Јелена Јанковић         | 14    |
| 17  | Варвара Лепченко        | 14    |
| 17  | Анастасија Пављученкова | 14    |
| 20. | Шенај Пери              | 13    |

## Специјалне позивнице
Учесници који су добили специјалну позивницу организатора за учешће на турниру.
| 1. Џејми Бејкер 2. Тејмураз Габашвили 3. Николас Кифер 4. Андреј Кузњецов 5. Кеј Нишикори | 1. Нопаван Лерчивакарн 2. Кети О'Брајен 3. Алисон Риски 4. Лора Робсон 5. Шанел Шиперс 6. Мелани Саут 7. Хедер Вотсон |

| 1. Алекс Богдановић / Александар Слабински 2. Џејми Делгадо / Џошуа Гудал 3. Крис Итон / Доминик Инглот 4. Џоната Мери / Џејми Мари | 1. Наоми Броди / Кети О'Брајен 2. Наоми кавадеј / Ан Смит 3. Ен Кеотавонг / Мелани Саут 4. Сали Пирс / Лаура Робсон |

### Мјешовити парови
1. Боб Брајан /  Линдси Давенпорт
2. Колин Флеминг /  Сара Борвел
3. Рос Хачинс /  Ен Киотавонг
4. Џонатан Марај /  Ана Смит
5. Џејми Мари /  Лора Робсон

## Квалификанти
Учесници који су до главног жреба доспјели преко квалификација:
| 1. Гиљермо Алкајде 2. Карстен Бол 3. Ричардас Беранкис 4. Илија Бозољац 5. Тејлор Дент 6. Рик де Воест 7. Иван Додиг 8. Брендан Иванс 9. Мартин Фишер 10. Џеси Хута Галунг 11. Марсел Илхан 12. Тобиас Камке 13. Роберт Кендрик 14. Никола Маи 15. Бернард Томић 16. Џеси Витен | 1. Грета Арн 2. Елени Данилидоу 3. Андреја Хлавачкова 4. Каја Канепи 5. Нурија Љагостера Вивес 6. Мирјана Лучић 7. Бетани Матек Сандс 8. Куруми Нара 9. Моника Никулеску 10. Ромина Опранди 11. Шенај Пери 12. Анастасија Јакимова |

| 1. Илија Бозољац / Харш манкад 2. Рик де Воест / Миша Зверев 3. Сомдев Деварман / Трет Конрад Хјуи 4. Џеси Левин / Рајан Свитинг | 1. Џил Крејбас / Марина Ераковић 2. Елени Данилидоу / Џасмин Вохр 3. Каја Канепи / Жан Шуаи 4. Марија Коритцева / Дарија Кустова |

## Срећни губитници
Тенисери који су у главни жреб доспјели као замјена тенисера који су се повукли након што је жреб већ био одређен
| 1. Рамон Делгадо 2. Штефан Коубек 3. Џеси Левин 4. Јулијан Рајштер 5. Го Соеда 6. Рајан Свитинг 7. Сантијаго Вентура | 1. Стефани Дубоа 2. Анастасија Пивоварова |

## Поени
| Успјех                   | Мушкарци појединачно | Мушки парови | Жене појединачно | Женски парови |
| ------------------------ | -------------------- | ------------ | ---------------- | ------------- |
| Побједа                  | 2000                 | 2000         | 2000             | 2000          |
| Финале                   | 1200                 | 1200         | 1400             | 1400          |
| Полуфинале               | 720                  | 720          | 900              | 900           |
| Четвртфинале             | 360                  | 360          | 500              | 500           |
| Осмина финала            | 180                  | 180          | 280              | 280           |
| Коло са 32 учесника      | 90                   | 90           | 160              | 160           |
| Коло са 64 учесника      | 45                   | 0            | 100              | 5             |
| Коло са 128 учесника     | 10                   | –            | 5                | –             |
| Квалификант              | 25                   | –            | 60               | –             |
| Треће коло квалификација | 16                   | –            | 50               | –             |
| Друго коло квалификација | 8                    | –            | 40               | –             |
| Прво коло квалификација  | 0                    | –            | 2                | –             |

## Новчана награда
| - Побједа: 1.000.000 £ - Финале: 500.000 £ - Полуфинале: 250.000 £ - Четвртфинале: 125.000 £ - Осмина финала: 62.500 £ - Треће коло: 31.250 £ - Дуго коло: 18.750 £ - Прво коло: 11.250 £ | - Побједа: 324.000 £ - Финале: 120.000 £ - Полуфинале: 60.000 £ - Четвртфинале: 30.000 £ - Осмина финала: 16.000 £ - Дуго коло: 9.000 £ - Прво коло: 5.250 £ | - Побједа: 92.000 £ - Финале: 46.000 £ - Полуфинале: 23.000 £ - Четвртфинале: 10.500 £ - Осмина финала: 5.200 £ - Дуго коло: 2.600 £ - Прво коло: 1.300 £ |

## Медијска покривеност
- Европа: Еуроспорт

-  Албанија: Суперспорт, M Ryci Ltd
-  Белгија: РТБФ, ВРТ
-  Босна и Херцеговина: Спорт Клуб
-  Бугарска: Диема, ТВ Седем ЈСЦ, ТВ7
-  Грчка: Netmed Hellas
-  Данска: ТВ2 Спорт
-  Ирска: ТГ4
-  Италија: Sky Sport
-  Литванија: Sport 1
-  Македонија: Спорт Клуб
-  Малта: Go Multiplus
-  Норвешка: NRK
-  Њемачка: Sky Deutschland
-  Пољска: Polsat
-  Португал: Sport TV
-  Румунија: MPI / Sport Radio TV
-  Русија: NTV Plus
-  Словачка: Чешка телевизија
-  Словенија: Спорт Клуб
-  Србија: Спорт Клуб, Б92
-  Турска: Media Eye
-  Уједињено Краљевство: BBC
-  Француска: Канал +
-  Холандија: NOS, SBS 6, Sport1, Utd Football Broadcasting
-  Хрватска: ХРТ
-  Црна Гора: Спорт Клуб, ТВ Ин
-  Чешка: Чешка телевизија
-  Шпанија: Канал +
-  Швајцарска: SSR TV
-  Шведска: ТВ4,

- САД: NBC, ,
- Канада: ,
- Аустралија: Nine Network, Fox Sports}-
- Јапан:
- Азија:
- Венецуела:
- Нигерија:
- Средњи исток:
- Нови Зеланд:
- Јужна Африка: